# Peter Michalec
Peter Michalec (*27. října 1956 Bratislava) je bývalý slovenský fotbalista, záložník.

## Fotbalová kariéra
Hrál za Inter Bratislava a DAC Dunajská Streda. V Poháru vítězů pohárů nastoupil ve 3 utkáních. V roce 1987 vyhrál s Dunajskou Stredou Československý pohár.